# ソウル軽電鉄牛耳新設線
ソウル軽電鉄牛耳新設線（ソウルけいでんてつウイシンソルせん）は、大韓民国のソウル特別市江北区にある北漢山牛耳駅から東大門区にある新設洞駅までを結ぶ鉄道路線である。
ラインカラーは●黄緑色とソウル軽電鉄の主調色である●濃い灰色。
本項では、建設および運営などに関わる事業者2社についても記述する（後述）。

## 概要
- 区間：北漢山牛耳駅 - 新設洞駅
- 延長：11.4km
- 駅数：13
- 車両基地：
- 軌間：1435mm（標準軌）
- 車両：2両編成
- 運転方式：ATC、ATO（自動運転）
- 最高速度：80km/h（営業時 70km/h）
- 電気方式：直流750V（第三軌条方式）
- 制御方式：VVVFインバーター制御
- 制動方式：回生制動、空気制動

## 沿革
- 2003年6月30日 - 民間事業者提案書提出
- 2005年10月20日 - 都市鉄道建設基本計画告示（建設交通部告示第1005-423号）、確定。
- 2006年
  - 2月28日 - 第三者提供の発表（案）の検討完了（公共投資管理センター）
  - 9月4日 - 民間資本事業の適格性調査の結果提出（企画予算処）
  - 10月30日 - 適格性調査結果報告書の検討完了（公共投資管理センター）
  - 12月20日 - 第三者提供の発表（案）民間投資事業審議委員会の審議（企画予算処）
  - 12月29日 - 第三者提供の発表
- 2007年
  - 4月27日 - 事業計画書の受付
  - 5月25日 - 優先交渉対象者指定
  - 6月 - 交渉施行（翌年6月まで）
- 2008年7月30日 - 民間投資事業審議委員会の審議完了[1] （企画財政部）
- 2009年
  - 2月5日 - 都市管理計画施設の決定
  - 4月9日 - ソウル市と牛耳トランス社、実施協約締結[2]。
  - 9月3日 - 実施契約の承認
  - 9月10日 - 着工[3]。
- 2010年5月 - 土工と一時的な工事推進中
- 2011年11月 - 施工者の高麗開発の資金難により工事が中断
- 2013年3月 - 工事再開
- 2015年9月 - 現代ロテム製車両が搬入される[4]。
- 2016年
  - 8月 - 資金不足により工事中断、翌年へ延期[5]。
  - 8月26日 - 工事再開[6]。
  - 9月 - 試運転開始[7]。
  - 12月1日 - 開業予定だったが延期[8]
- 2017年
  - 3月1日 - 駅名確定[9][10]。
  - 7月11日 - ダイヤ見直しによる自動運転システム習熟期間確保のため月末の開業を9月に延期[11]。
  - 7月29日 - 開業予定だったが再延期[12]。
  - 9月2日 - 開業[13]。

## 車両

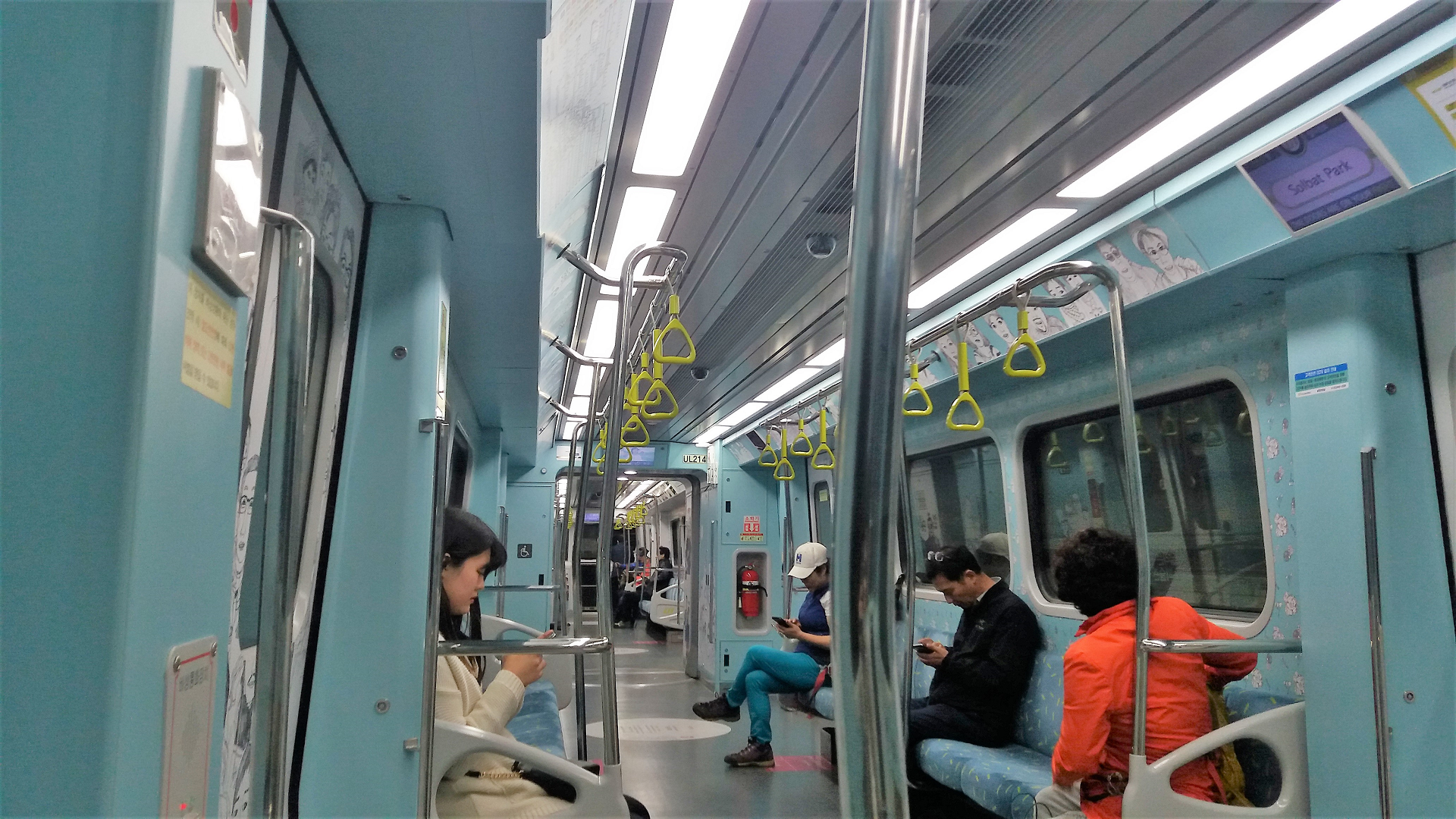
車内
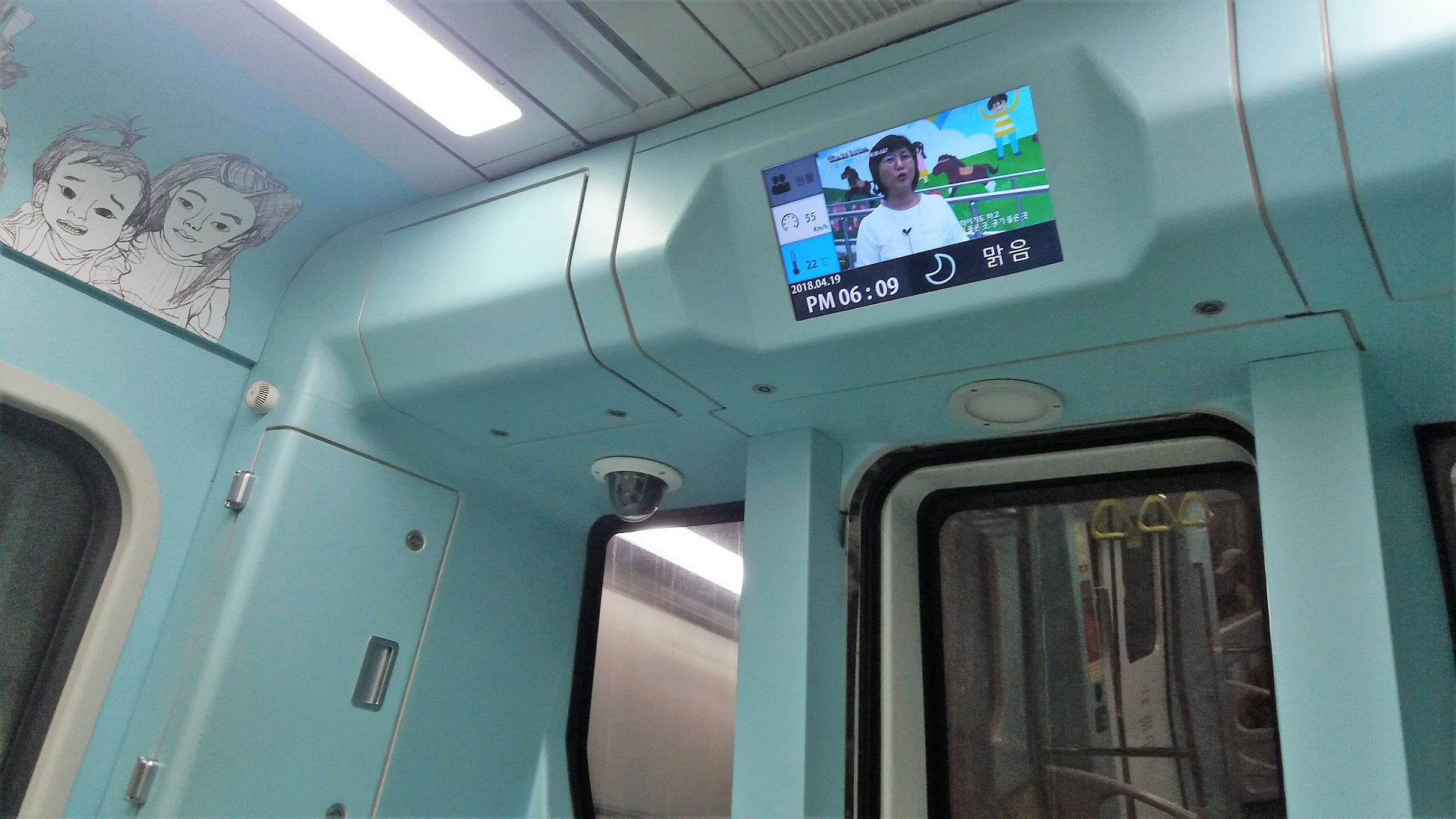
連結部

## 駅一覧
- 駅所在地は全線ソウル特別市内。
- 駅番号（S1xx）は、ソウル特別市の公文書では記載されていたものの、駅などの一般向けの案内では一個所も駅番号が表示されていない。

| 駅番号 | 駅名                      | 駅名                     | 駅名                                                      | 駅間キロ (km) | 累計キロ (km) | 接続路線                                                            | 所在地   |
| 駅番号 | 日本語                    | ハングル                 | 英語                                                      | 駅間キロ (km) | 累計キロ (km) | 接続路線                                                            | 所在地   |
| ------ | ------------------------- | ------------------------ | --------------------------------------------------------- | ------------- | ------------- | ------------------------------------------------------------------- | -------- |
| S110   | 北漢山牛耳駅              | 북한산우이역             | Bukhansan Ui                                              | 0.0           | 0.0           |                                                                     | 江北区   |
| S111   | ソルバッ公園駅            | 솔밭공원역               | Solbat Park                                               | 0.8           | 0.8           |                                                                     | 江北区   |
| S112   | 4.19民主墓地駅 (徳成女大) | 4.19민주묘지역(덕성여대) | April 19th National Cemetery (Duksung Women’s University) | 0.7           | 1.5           |                                                                     | 江北区   |
| S113   | 加五里駅                  | 가오리역                 | Gaori                                                     | 0.9           | 2.4           |                                                                     | 江北区   |
| S114   | 華渓駅                    | 화계역                   | Hwagye                                                    | 0.8           | 3.2           |                                                                     | 江北区   |
| S115   | 三陽駅                    | 삼양역                   | Samyang                                                   | 0.8           | 4.0           |                                                                     | 江北区   |
| S116   | 三陽サゴリ駅              | 삼양사거리역             | Samyangsageori                                            | 0.7           | 4.7           |                                                                     | 江北区   |
| S117   | ソルセム駅                | 솔샘역                   | Solsaem                                                   | 0.8           | 5.5           |                                                                     | 江北区   |
| S118   | 北漢山輔国門駅            | 북한산보국문역           | Bukhansan Bogungmun                                       | 1.2           | 6.7           |                                                                     | 城北区   |
| S119   | 貞陵駅                    | 정릉역                   | Jeongneung                                                | 1.2           | 7.9           |                                                                     | 城北区   |
| S120   | 誠信女大入口駅 (敦岩)     | 성신여대입구역 (돈암)    | Sungshin Women's Univ. (Donam)                            | 1.2           | 9.1           | ソウル交通公社：●4号線（地下鉄4号線） (418)                         | 城北区   |
| S121   | 普門駅                    | 보문역                   | Bomun                                                     | 0.9           | 10.0          | ソウル交通公社：●6号線 (638)                                        | 城北区   |
| S122   | 新設洞駅                  | 신설동역                 | Sinseol-dong                                              | 1.0           | 11.0          | ソウル交通公社：●1号線（地下鉄1号線） (126)・●2号線聖水支線 (211-4) | 東大門区 |

## 本路線に関連する事業者

### 牛耳新設軽電鉄株式会社
開通以後、当初路線設計当時に予測されていた軽電鉄利用需要対比40~50%水準の需要しか乗客がいないため民間運営会社の赤字経営が避けられないという展望が出始め、それに追加で老人対象の無賃運送の比重が高い影響に結局開通3年余りで民間運営会社が資本蚕食状態に陥り2021年1月11日路線所有者であるソウル市で民間運営会社に610億円に達する公的資金を支援する事態が起きてしまった。 代わりに料金決定権はソウル市に帰属する。。
牛耳新設軽電鉄株式会社（ウイシンソルキョンジョンチョル、ハングル：우이신설경전철、英：UiTrans LRT Co., Ltd.）は、牛耳新設線を建設するために設立された大韓民国の鉄道事業者である。国内大手ゼネコン各社（ポスコ建設、大宇建設など）や現代ロテムが出資して設立された。

#### 沿革
- 2007年
  - 5月25日 - ポスコ建設などの16社によるコンソーシアムが優先交渉権指名を獲得[17]。
  - 11月22日 - 牛耳トランス社として設立[16]。
- 2014年3月27日 - 現在の社名に変更（英語表記は維持）[18]。

### 牛耳新設軽電鉄運営株式会社
牛耳新設軽電鉄運営株式会社（ウイシンソルキョンジョンチョルウニョン、ハングル：우이신설경전철운영、英：UI-SINSEOL LRT OPERATION Co., Ltd.）は牛耳新設線の運行や駅業務を行う大韓民国の鉄道事業者である。K-AGTなどを手がけた鉄道車両メーカー、宇進産電の完全子会社となっている。

#### 沿革
- 2016年
  - 4月 - 牛耳新設軽電鉄社から運営事業を受託[20]。
  - 12月1日 - 設立[19]。
- 2018年7月 - （仁川交通公社が暫定的に運営している）議政府軽電鉄の運営権入札で新韓BNPパリバ資産運用とコンソーシアムを組み、最優先交渉権を獲得。契約締結がなされると、2042年6月までの運営を担当することになる[21]。